# العلاقات البوروندية الجنوب إفريقية
العلاقات البوروندية الجنوب أفريقية هي العلاقات الثنائية التي تجمع بين بوروندي وجنوب أفريقيا.

## مقارنة بين البلدين
هذه مقارنة عامة ومرجعية للدولتين:
| وجه المقارنة                                              | بوروندي                                    | جنوب أفريقيا |
| --------------------------------------------------------- | ------------------------------------------ | --- |
| المساحة (كم2)                                             | 27.83 ألف                                  | 1.22 مليون |
| عدد السكان (نسمة)                                         | 10.86 مليون                                | 57.73 مليون |
| الكثافة السكانية (ن./كم²)                                 | 390.23                                     | 47.32 |
| العاصمة                                                   | بوجومبورا، جيتيغا                          | بريتوريا، بلومفونتين، كيب تاون |
| اللغة الرسمية                                             | اللغة الكيروندية، لغة فرنسية، لغة إنجليزية | لغة إنجليزية، اللغة الأفريقانية، اللغة النديبلي الجنوبية، اللغة السوثو الشمالية، اللغة السوتية، لغة سوازي، اللغة التسونجا، اللغة التسوانية، اللغة الفيندية، اللغة الكوسية، اللغة الزولوية |
| العملة                                                    | فرنك بوروندي                               | راند جنوب أفريقي |
| الناتج المحلي الإجمالي (بليون دولار)                      | 3.48 مليار                                 | 349.42 مليار |
| الناتج المحلي الإجمالي (تعادل القوة الشرائية) بليون دولار | 8.13 مليار                                 | 725.91 مليار |
| الناتج المحلي الإجمالي الاسمي للفرد دولار أمريكي          | 277                                        | 5.72 ألف |
| الناتج المحلي الإجمالي للفرد دولار أمريكي                 | 77                                         | 13.05 ألف |
| مؤشر التنمية البشرية                                      | 0.400                                      | 0.666 |
| رمز المكالمات الدولي                                      | +257                                       | +27 |
| رمز الإنترنت                                              | .bi                                        | .za |
| المنطقة الزمنية                                           | ت ع م+02:00                                | ت ع م+02:00، أفريقيا/جوهانسبرغ ‏ |

## منظمات دولية مشتركة
يشترك البلدان في عضوية مجموعة من المنظمات الدولية، منها:
| علم المنظمة | اسم المنظمة                                                | تاريخ انضمام بوروندي | تاريخ انضمام جنوب أفريقيا |
| ----------- | ---------------------------------------------------------- | -------------------- | ------------------------- |
|             | مؤسسة التنمية الدولية                                      | 28 سبتمبر 1963       | 12 أكتوبر 1960            |
|             | يونسكو                                                     | 16 نوفمبر 1962       | 4 نوفمبر 1946             |
|             | وكالة ضمان الاستثمار متعدد الأطراف                         | 10 مارس 1998         | 10 مارس 1994              |
|             | الأمم المتحدة                                              | 18 سبتمبر 1962       | 7 نوفمبر 1945             |
|             | العملية المشتركة للاتحاد الأفريقي والأمم المتحدة في دارفور | ?                    | ?                         |
|             | مجموعة دول أفريقيا والكاريبي والمحيط الهادئ                | ?                    | ?                         |
|             | الاتحاد البريدي العالمي                                    | ?                    | ?                         |
|             | البنك الدولي للإنشاء والتعمير                              | 28 سبتمبر 1963       | 27 ديسمبر 1945            |
|             | الاتحاد الدولي للاتصالات                                   | 16 فبراير 1963       | 1910                      |
|             | منظمة حظر الأسلحة الكيميائية                               | ?                    | ?                         |
|             | مؤسسة التمويل الدولية                                      | 28 نوفمبر 1979       | 3 أبريل 1957              |
|             | منظمة التجارة العالمية                                     | 23 يوليو 1995        | 1995                      |
|             | منظمة الشرطة الجنائية الدولية                              | ?                    | ?                         |
|             | الاتحاد الأفريقي                                           | 25 مايو 1963         | 6 يونيو 1994              |
|             | البنك الإفريقي للتنمية                                     | ?                    | ?                         |

## وصلات خارجية
- موقع وزارة الخارجية الجنوب أفريقية